# Het Nederlandsch Sportpark

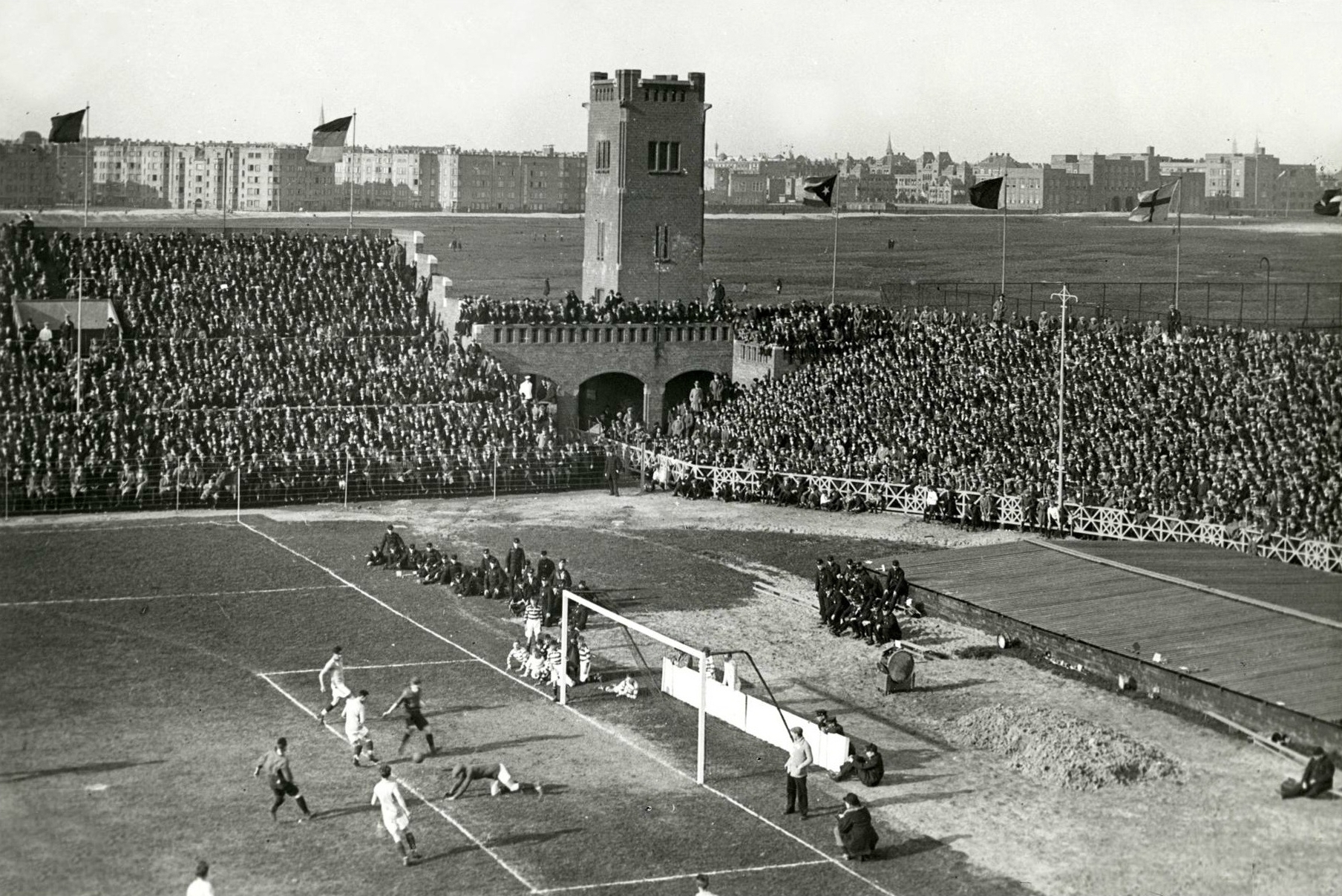
Interland tussen Nederland en Frankrijk (8–1) op 2 april 1923

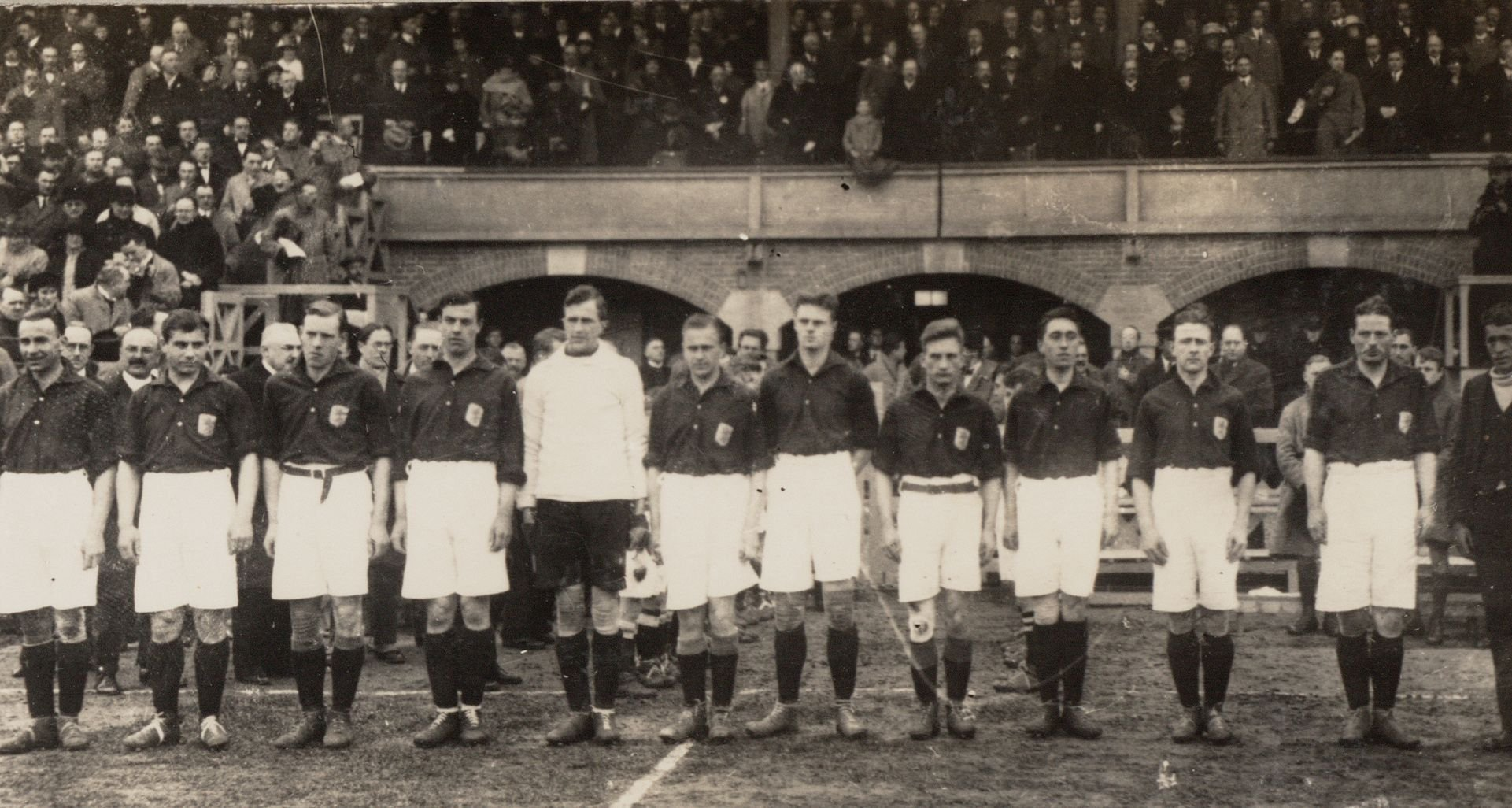
Het Nederlands Elftal in het Stadion, voorafgaand aan de wedstrijd tegen België, 29 april 1923

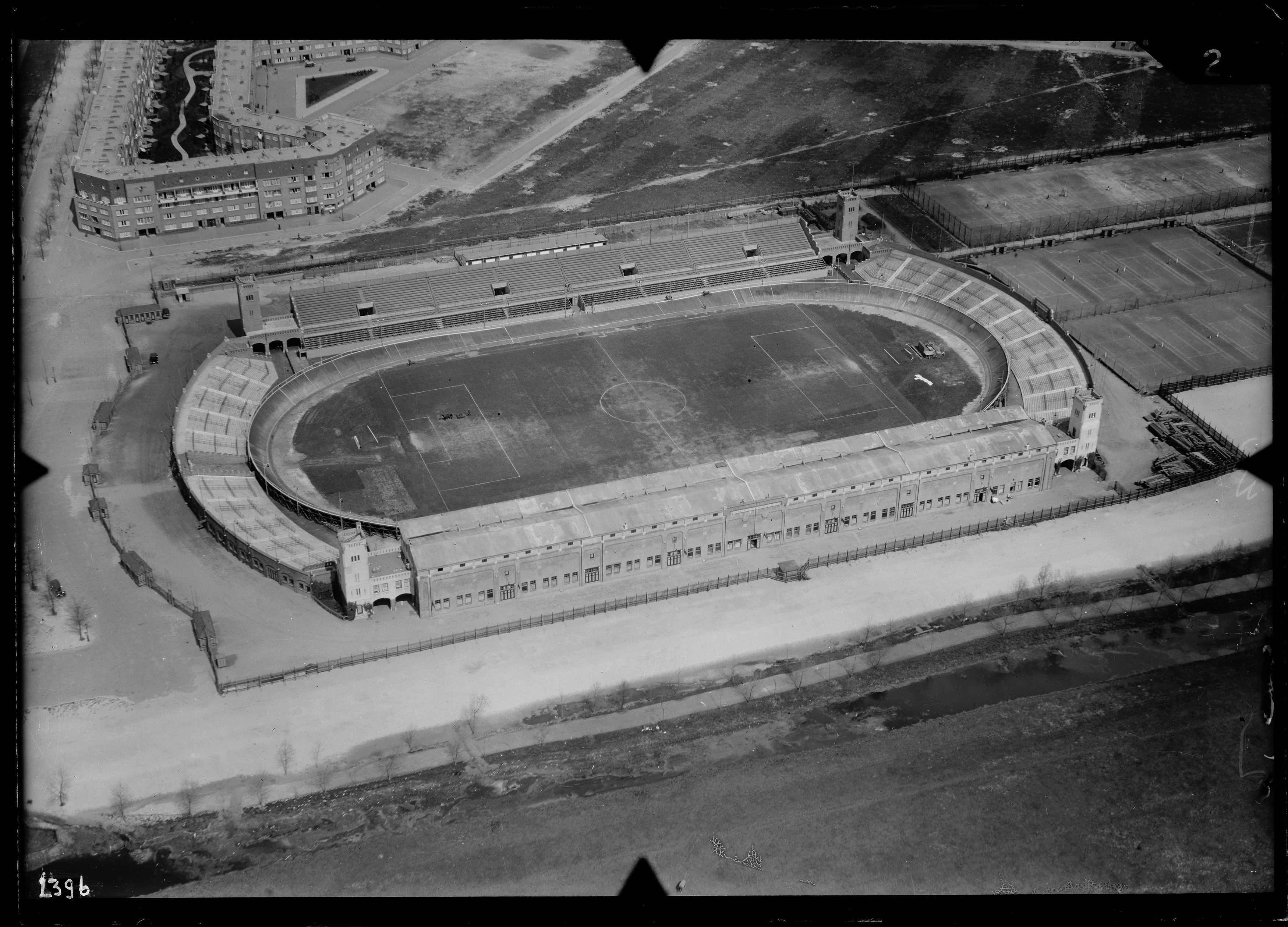
Foto door Luchtvaartafdeeling

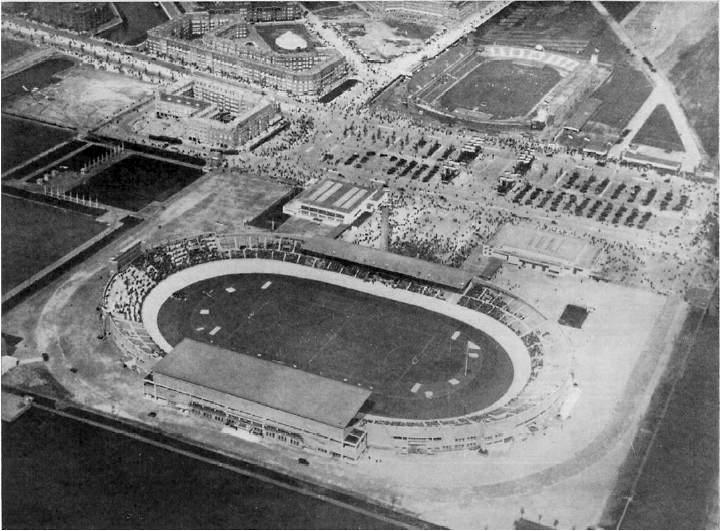
Het Stadion, met op de voorgrond het Olympisch Stadion, tijdens de Olympische Spelen van 1928

Het Nederlandsch Sportpark was een sportpark aan de oostzijde van de Amstelveenseweg in Amsterdam. Het lag in eerste instantie tussen de landerijen. Het sportpark, dat dwars op de weg was gesitueerd en dat meest werd aangeduid onder haar pars pro toto Het Stadion, lag er van 1914 tot 1929. Het Stadion is de naamgever aan de Stadionweg (kreeg haar naam in 1922 toen er van een Olympisch Stadion nog geen sprake was) en indirect dus aan de Stadionbuurt.

## Geschiedenis
Het sportpark zou volgens de visie in de jaren nul van de 20e eeuw worden aangelegd op de terreinen die bestemd waren voor de staduitbreidingen binnen het Plan-Zuid van Hendrik Petrus Berlage. Berlage ging nog wel uit van een tijdelijk sportpark, maar zou in 1914 zijn uitbreidingsplan aanpassen. Men ging uit van een sportpark aan de Amstelveenschen Weg van 100 bij 900 meter. De te beoefenen sporten zouden voetbal en tennis worden. Het zou ook tot open groene ruimte gaan dienen met wandel- en ruiterpaden en de gemeente Amsterdam wilde het terrein misschien wel doortrekken tot aan de Amstel. Het ontwerp voor de beplanting was in handen van stadsarchitect Willem Springer. Het zou in drie maanden tijd in de winter van 1908 naar 1909 aangelegd kunnen worden in het kader van de werkverschaffing, 1000 werklozen zouden baat hebben bij de aanleg. Er moest nog geld bijeengeschraapt worden voor onder andere ophoging van het terrein etc. De gemeente wist de financiering niet rond te krijgen en het plan verdween half december 1908 van tafel. Een aantal werklozen kon wel aan de slag op een terrein aan de Kostverlorenvaart, dat eveneens ophoging verdiende.
In 1912 was er meer geld voorhanden, maar dan voor een sportterrein van 10 hectare. De gemeente kon 175.000 gulden vrijmaken voor de aanleg van een sportpark, mits een comité aanvullend 300.000 gulden bijeen kon brengen voor 28 mei 1912. Het ingelegde geld werd omgezet in aandelen van onder andere 1000 gulden in een exploitatiemaatschappij NV Het Nederlandsche Sportpark. Het terrein zou voor 30 % bebouwd worden met een stadion. Het overgebleven terrein kon dienen voor allerlei sportbeoefening, terwijl 10 % daarvan nog gratis beschikbaar werd gehouden voor openluchtsport voor de minderbedeelden. Eind maart kon het comité meedelen dat er al 250.000 gulden ingezameld was; ze zou de burgerij nogmaals aanschrijven.
Tegelijkertijd speelde mee dat de populariteit van de voetbalsport toe nam. Voetbalclubs en interlands trokken steeds meer toeschouwers. De Nederlandse Voetbalbond NVB organiseerde interlandwedstrijden van het Nederlands voetbalelftal in eerste instantie op de terreinen van verschillende voetbalclubs. Zo werd op 17 april 1911 op het terrein van de Amsterdamse voetbalclub RAP, Oud-Roosenburgh in de Watergraafsmeer, een duel tegen Engeland gespeeld. Om de verwachte toestroom van toeschouwers aan te kunnen werden rondom het veld diverse noodtribunes opgericht. Een van deze tribunes stortte in. Als door een wonder vielen er geen doden. Voor NVB en autoriteiten was duidelijk geworden dat Nederland een stadion nodig had. Ook was er behoefte aan een sportterrein voor andere sporten. Zo kwam een plan ter tafel voor een sportpark van in totaal 150 meter breedte en 700 meter lengte, waarin ruimte was voor een voetbal- en atletiekstadion (NVB stond destijds voor Nederlandse Voetbal- en Atletiekbond) met daarachter sportvelden voor cricketters, tennissers, korfballers, hockeyers en kaatsers (en later ook wielersport).

## Stadion

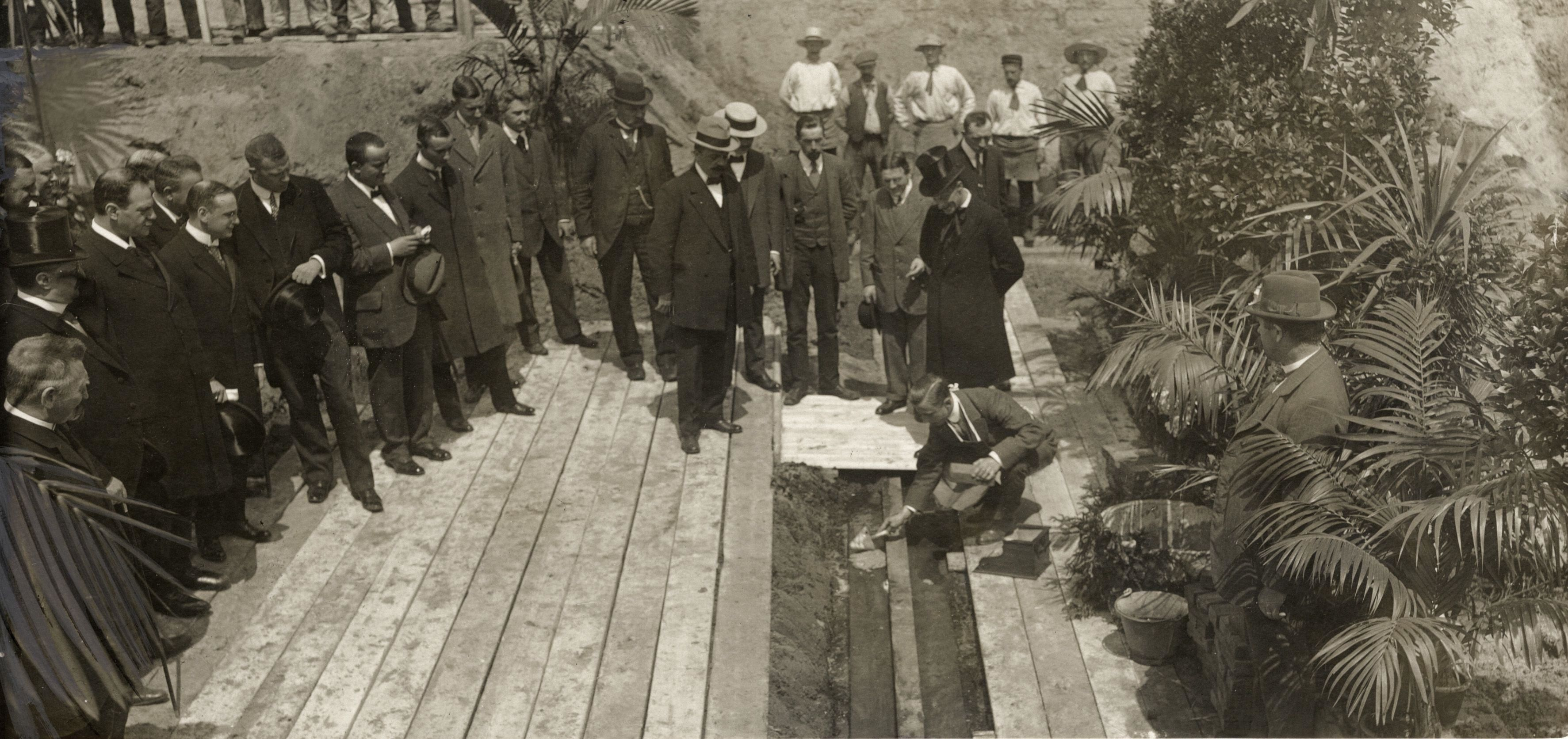
Eerste steenlegging (1913)

Het stadion werd een verhaal apart. Voor het ontwerp werd een prijsvraag uitgeschreven. Een jury onder leiding van Berlage selecteerde uit 24 voorstellen het ontwerp van Harry Elte, een medewerker van het architectenbureau van Berlage. In de zomer van 1912 mocht Elte zijn definitieve plannen ontvouwen voor een voetbalstadion in het park. Het voetbalstadion zou geplaatst worden met een grasveld van 76 bij 110 meter waaromheen nog een atletiekbaan van 5 meter breedte zou worden aangelegd. Er zou plaats zijn voor 30 tot 35.000 toeschouwers. Het stadion kon eventueel ingeschakeld worden bij de paardensport (concours hippique). Er moest wel nagedacht worden over een voorplein, voor de opvang van bezoekers voor en na wedstrijden, de Amstelveensweg was toen nog een relatief smalle weg. In februari was de onderhandse aanbesteding rond. Het stadion werd uiteindelijk 240 bij 140 meter. In 1912 was de gemeente al begonnen met de ophoging van de grond, er reden vanuit de Schinkelhaven zandtreintjes heen en weer naar wat een witte berg aan de rand van de stad werd. Men ondervond echter dat tijdens de grondophoging er ook weer zand verdween in de drassige bodem van Amsterdam. Op 14 juni 1913 werd de eerste steen gelegd in de aanwezigheid van notabelen waaronder ook Jasper Warner van de Nederlandse Voetbal- en Atletiekbond. In juli 1913 vond er een ongeluk plaats met een ontploffende stoomketel van de heimachines; er vielen een dode en vier gewonden door het rondvliegende ijzer. In de winter naar 1914 werden de bouwwerkzaamheden stilgelegd vanwege de strenge vorst. Toch kon gemeld worden dat er vanaf april al wedstrijden in het stadion gehouden konden worden (niet alle tribunes zouden daarbij toegankelijk zijn), mits de gemeente het voorplein tijdig kon bestraten. Op 5 april en op 26 april 1914 werden er dus al twee wedstrijden in het nog niet voltooide stadion gespeeld. 

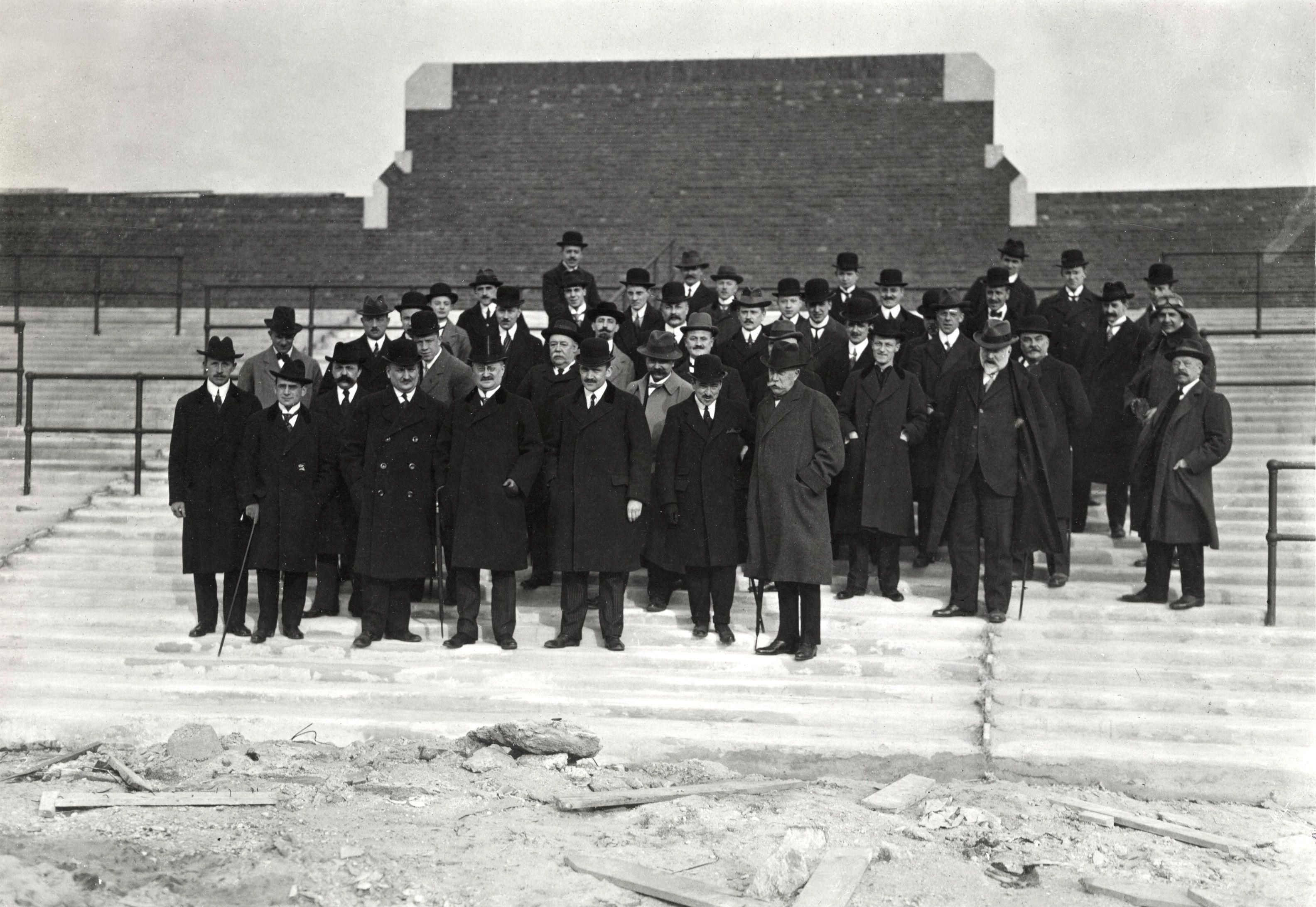
De opening van het stadion

Op 25 mei 1914 werd het stadion geopend in aanwezigheid van burgemeester Antonie Röell door middel van een atletiekwedstrijd en een voetbalwedstrijd tussen de Zwaluwen en Reading FC. Omdat het in die tijd het eerste en enige stenen stadion in Nederland was fungeerde het als nationaal stadion.
Ajax heeft in 1914 nog overwogen te verhuizen naar Het Stadion, maar de club had toen net het terrein aan de Middenweg 86 in de Watergraafsmeer, waar het al sinds de zomer van 1907 speelde, verworven. Daar zou Ajax ook haar eerste eigen stadion realiseren, Het Houten Stadion. Kort na de opening van park brak de Eerste Wereldoorlog uit en waren de inkomsten aan voetbalwedstrijden gering, er was geen mogelijkheid voor interlands. Vanaf 1917 moest het stadion de organisatie van internationale wedstrijden delen met het Feijenoordstadion aan de Kromme Zandweg in Rotterdam. In diezelfde oorlog werd Het Stadion wel door het Nederlandse leger gebruikt, voor officiële gelegenheden in aanwezigheid van koningin Wilhelmina.
Er zouden in  totaal uiteindelijk 25 interlands worden gespeeld. Ook werd het de vaste locatie van de NVB-Bekerfinales. Daarnaast was Het Stadion de thuisbasis van Blauw-Wit. Maar ook derby’s tussen andere Amsterdamse clubs, zoals de topwedstrijden tussen AFC en Ajax werden hier gespeeld. Na de bouw van de wielerbaan rond het veld werden er ook wielerwedstrijden gehouden. In 1925 was het stadion gastheer voor het wereldkampioenschap baanwielrennen. 
Op 11 maart 1928 werd vanuit het Nederlandsch Sportpark het eerste rechtstreekse radioverslag van een sportwedstrijd gegeven; Nederland − België werd voor de AVRO-microfoon verslagen door Han Hollander.

### Architectuur
Het ontwerp van Elte bestond uit een bakstenen stadion, bestaand uit twee rechte zittribunes langs de lange zijden van het veld, waarvan de zuidelijke was overdekt, en twee gebogen staantribunes aan de korte zijden. Het stadion kwam te rusten op circa 2800 heipalen. Op de vier hoeken werden torens gebouwd, geïnspireerd door de toren van de Beurs van Berlage. Die torens bevatten de trappenhuizen die toegang tot de tribunes gaven en woningen voor de beheerders. Behalve door de Beurs was Elte ook geïnspireerd door het in 1912 gebouwde Olympisch Stadion van Stockholm van de Zweedse architect Torben Grut, dat hij bezocht had, een U-vormig stadion met twee torens. Het Stadion bood plaats aan 24.700 toeschouwers. Met noodtribunes op de sintelbaan rondom het veld kon dit aantal tot ruim 30.000 worden opgetrokken en enige jaren na de opening werd rondom het veld een wielerbaan aangelegd.

## Neergang
In 1923 kreeg Amsterdam de Olympische Spelen van 1928 toegewezen. In eerste instantie werd in 1924 besloten Het Stadion hiervoor aan te passen. Dat zou gaan gebeuren onder leiding van architect Jan Wils. Dat bleek echter niet mogelijk, het stadion was te klein en voldeed niet meer aan de gestelde eisen. Op 200 meter ten westen van het stadion, aan de overzijde van de Amstelveenseweg zou een nieuw en groter stadion worden gebouwd, het Olympisch Stadion naar ontwerp van Wils. Tussen beide stadions kwam een groot parkeerterrein.
Tijdens de Olympische Spelen fungeerde Het Stadion als trainingslocatie en werd het ook gebruikt voor voetbal- en hockeywedstrijden. Tijdens de Olympische Spelen werd naar de locatie verwezen als het Oude Stadion. Eind 1928, begin 1929 werd het sportpark afgebroken. In februari 1929 stond nog ongeveer de helft overeind. De eerste steen werd bij de sloop gespaard en overgebracht naar een plek onder de Marathontribune van het nieuwe stadion.
Op de plaats van het stadion werd alsnog het slotstuk van Plan-Zuid gerealiseerd: de Amazonenstraat, Van Tuyll van Serooskerkenweg, Argonautenstraat en de Jasonstraat. Het zou nog bijna een eeuw duren voordat ook het voormalige voorplein en parkeerterrein werden bebouwd. Deze twee plaatsen zijn verantwoordelijk voor de knik in de Amstelveenseweg.